# Liste von Geschichtswerkstätten in Deutschland
Es existieren in Deutschland u. a. folgende Geschichtswerkstätten:
- Berliner Geschichtswerkstatt
- Bonner Geschichtswerkstatt
- Hannover: Egon Kuhn Geschichtswerkstatt im Freizeitheim Linden[1]
- Humberghaus, Dingden, Westmünsterland (zum Landjudentum)
- Fürther Geschichtswerkstatt
- Industriemuseum Geschichtswerkstatt Herrenwyk
- Geschichtswerkstatt Düsseldorf[2]
- Stadtteilarchiv Ottensen
- Geschichtswerkstatt Jena
- Geschichtswerkstatt Neuhausen
- Geschichtswerkstatt Marburg[3]
- Geschichtswerkstätten in München[4]
- Geschichtswerkstatt Oberhausen[5]
- Geschichtswerkstatt Saarbrücken
- Geschichtswerkstatt Tübingen
- Geschichtswerkstatt Wangerland
- Samuel-Walther-Geschichtswerkstatt Wegenstedt
- Geschichtswerkstatt Zülpich
- Geschichtswerkstatt in der SPD Schleswig-Holstein[6]
- Frauen-Geschichtswerkstatt am Industriemuseum Elmshorn
- Geschichtswerkstatt Pirna (initiiert vom Verein Akubiz)
- Geschichtswerkstatt im Verschönerungsverein Würzburg[7]
- Geschichtswerkstatt Haus Assen in Lippborg[8]